# いっそこの心臓の音が君に聞こえたら
「いっそこの心臓の音が君に聞こえたら」（いっそこのしんぞうのおとがきみにきこえたら）は、SHISHAMOの16作目の配信限定シングルで通算26作目のシングル。2024年7月24日にGOOD CREATORS RECORDS / UNIVERSAL SIGMAからリリースされた。

## 楽曲解説
- 前作「最高速度」から約半年ぶりのシングル。
- 曲名の通り「いっそこの心臓の音が君に聞こえたら」と“君”を想いながら一喜一憂する主人公の心情を描いた楽曲で、曲が進むにつれて主人公と“君”の距離が縮まっていくストーリー仕立ての作品[1]。
- 2024年7月10日、 FM802「ROCK KIDS 802 -OCHIKEN Goes ON!!-」でラジオ初オンエアされ、ティザー映像が公開された[2]。
- 7月11日、リリースに先駆け、Instagram、TikTok、YouTube Shorts にて先行配信が開始された[3]。
- 配信リリース日の7月24日にティザー映像 #2が公開された[4]。

## ミュージック・ビデオ
- 7月26日、ミュージック・ビデオがYouTubeでプレミア公開された[5]。「音を届ける」がテーマのこのビデオは、主人公の心情や男女のもどかしい距離感をさまざまな“音”やVUメーターで表現している。また、歌詞やジャケットイラストにリンクした“心臓”のオブジェやメンバーが演奏している真っ赤な部屋も印象的な作品となっている[1]。映像監督を務めたのはSHISHAMOと初タッグの柚葉[6]。西田圭李[7]、金丸尭暉[8]が出演している。

## 収録アルバム
- アルバム未収録